# Reacción de Dakin-West
La reacción de Dakin–West es una reacción química en la que se transforma un aminoácido a una ceto-amida utilizando un anhídrido carboxílico y una base, comúnmente piridina. Fue nombrada en honor a los químicos Henry Drysdale Dakin (1880–1952) y Randolph West (1890–1949). En 2016 Schreiner y colaboradores informaron la primera variante asimétrica de esta reacción.
Con piridina como base y disolvente, se requieren condiciones de reflujo.  Sin embargo, con la adición de 4-dimetilaminopiridina (DMAP) como catalizador, la reacción puede tener lugar a temperatura ambiente.
Con algunos ácidos, esta reacción puede tener lugar incluso en la ausencia de un α-grupo amino.
Esta reacción no debe ser confundida con la oxidación de Dakin.

## Mecanismo de reacción
El mecanismo de reacción implica la acilación y activación del ácido 1 al anhídrido mixto 3. La amida servirá como nucleófilo para la ciclización, formando la azlactona 4. La desprotonación y posterior acilación de la azlactona forma el enlace carbono-carbono. La apertura consecuente del anillo 6 y la descarboxilación forma la ceto-amida.

## Síntesis general de cetonas
Variaciones modernas en la reacción de Dakin-West han permitido que diversos ácidos carboxílicos enolizables – no necesariamente aminoácidos– se conviertan en sus metilcetonas correspondientes.  Por ejemplo, los ácidos carboxílicos β-arílicos pueden ser convertidos eficientemente a acetocetonas por tratamiento de una disolución de anhídrido acético con su ácido y N-metilimidazol como base catalítica. Esta reactividad está atribuida a la formación de un acetilimidazolio intermediario, el cual es un potente agente acetilante in situ.